# Міщенко Федір Іванович
Федір Іванович Міщенко (30 червня (12 липня) 1874, Сеньківці — 1933) — професор церковного права Київської духовної академії, магістр богослов'я, статський радник, історик Візантії, академік ВУАН (1920), діяч УНР.

## Біографія
Народився 30 червня (12 липня) 1874 року в селі Сеньківці Полтавської губернії (тепер Золотоніського району Черкаської області) в родині священика. Навчався у Переяславській духовній школі, Полтавській духовній семінарії, Московській і Київській духовних академіях. Тут зацікавився церковною історією і східними мовами.
Упродовж 1900–1920 років працював у Київській духовній академії: професор, стипендіат, доцент, з 1906 року, захистивши магістерську дисертацію — екстраординарний професор церковного права. Водночас у 1918–1920 роках — професор кафедри церковного права Київського юридичного інституту і професор Київського університету. В 1917 році був членом передсоборної ради по утворенню Української автокефальної православної церкви, вченого комітету і комісії законодавчих внесень при Міністерстві віросповідань Української Держави (1918). Очолював комісію при Міністерстві ісповідань у справах підготовки законопроєктів церковно-державного характеру.
1920 року за рекомендацією А. Кримського його обрали дійсним членом Української академії наук. Очолив Комісію з вивчення візантійського письменства і його впливів на Україну. Підсумком роботи вченого стала низка статей з історії церковно-релігійного життя в Україні епохи середньовіччя та культурних зв'язків Візантії з Україною, а також ґрунтовна праця «З історії східновізантійської культури». З 1926 року — голова Візантологічної комісії ВУАН.
В березні 1928 року колегія Народного комісаріату освіти радянської України виключила поряд з іншими Федора Міщенка з членів ВУАН. Тоді розпочалася нова хвиля репресій і переслідування української інтелігенції. Позбавлення звання академіка завдало великої моральної травми вченому, він не мав засобів для прожиття. Несправедливість і викликані нею переживання різко погіршили стан здоров'я Федора Міщенка. Учений з великим потенціалом більше не працював на науку, не публікувався.
Помер в 1933 році. Похований в Києві на Лук'янівському цвинтарі (ділянка № 25, ряд 11, місце 37).

## Праці
Автор ряду наукових праць:
- «Церковний устрій християнських обшин І і III століть» (1908);
- «З історії східно-візантійської культури. Споріднення і шлюб» (1927) та інші.